# إمارة إلبا
إمارة إلبا (الإيطالية: Principato d'Elba) كانت ملكية غير وراثية تأسست على جزيرة إلبا في البحر الأبيض المتوسط بعد معاهدة فونتينبلو في 11 أبريل 1814. استمرت أقل من عام، وكان رئيسها الوحيد هو نابليون بونابرت، الذي عاد للحكم في فرنسا قبل هزيمته النهائية وحل الإمارة.

## تشكيل

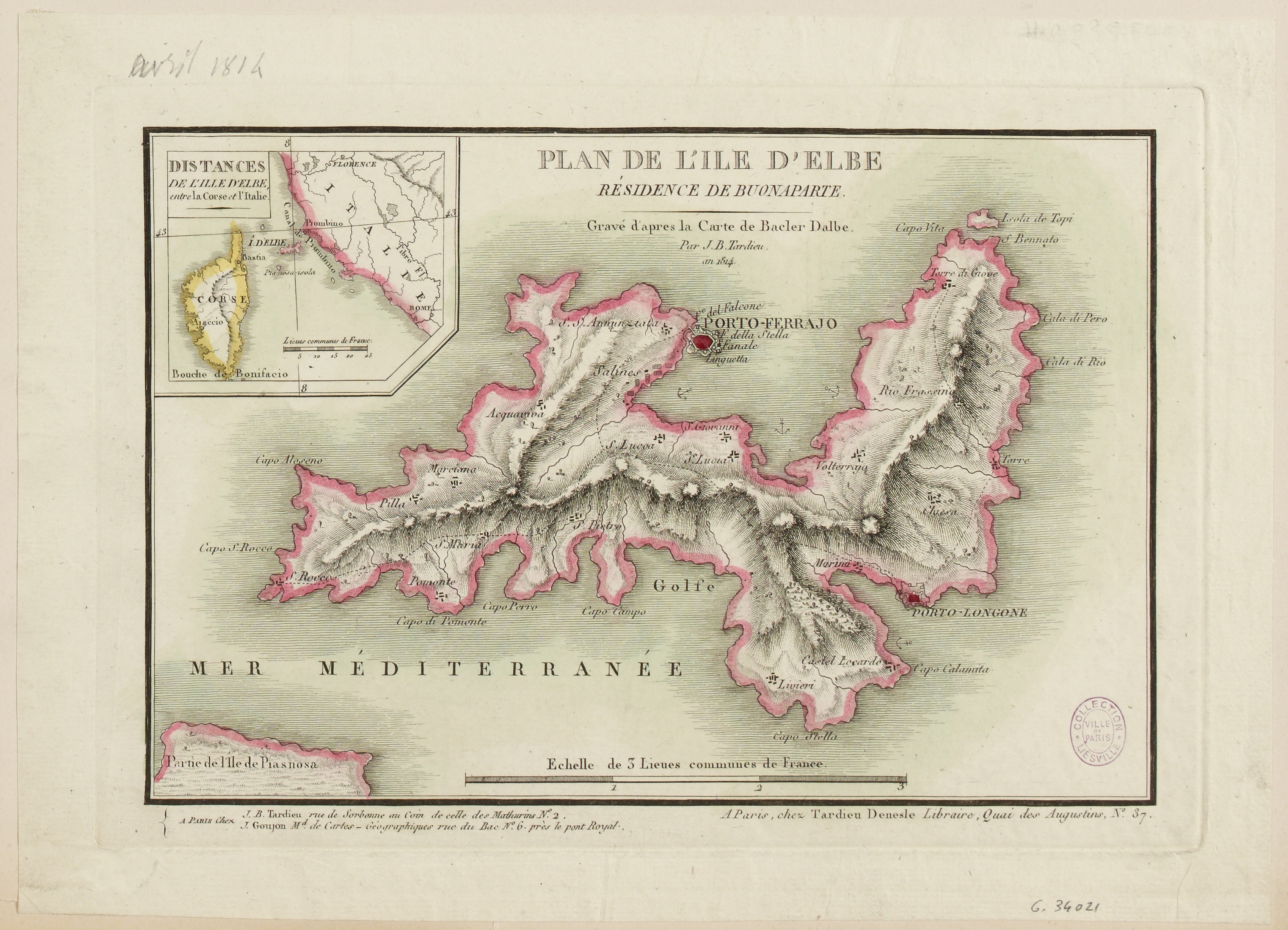
خريطة إلبا، 1814

مُنحت السيادة على الجزيرة، التي كانت حتى ذلك الحين جزءًا من إقليم البحر الأبيض المتوسط الفرنسي، إلى نابليون الأول إمبراطور فرنسا بعد تنازله عن العرش عقب حرب التحالف السادس. نصت المادة الثالثة من المعاهدة على أن تكون إلبا "إمارة مستقلة يملكها بسيادة كاملة وملكية خاصة". وسيستمر حكمه حتى وفاته، وعندها تنتقل السيطرة على الإمارة إلى توسكانا. كما مُنح الإمبراطور الفرنسي السابق راتبًا سنويًا قدره مليوني فرنك تدفعه فرنسا.

## حكم نابليون
خلال الأشهر القليلة التي قضاها في إلبا، بالإضافة إلى إنشاء أسطول وجيش صغيرين، طور نابليون مناجم الحديد في الجزيرة، وأشرف على بناء طرق جديدة، وأصدر مراسيم بشأن الأساليب الزراعية الحديثة، وأصلح النظام القانوني والتعليمي في الجزيرة.

### مسكن نابليون
فيلا نابليونيكا (أو فيلا سان مارتينو) هي واحدة من المسكنين اللذين سكنهما نابليون بونابرت في بورتوفيرايو أثناء نفيه إلى جزيرة إلبا، حيث كانت مقر إقامته الصيفي.  أما الثاني، وهو قصر موليني، فيقع في المركز التاريخي لمدينة بورتوفيرايو، على بعد 3.5 كم شمال شرق سان مارتينو.
في عام 1839، طلب أناتول ديميدوف، وهو صناعي روسي ومعجب كبير بنابليون وزوج ابنة أخت الإمبراطور الأميرة ماتيلد بونابرت، من المهندس المعماري الفلورنسي نيكولو ماتاس بناء معرض ديميدوف عند سفح المبنى الأصلي. 

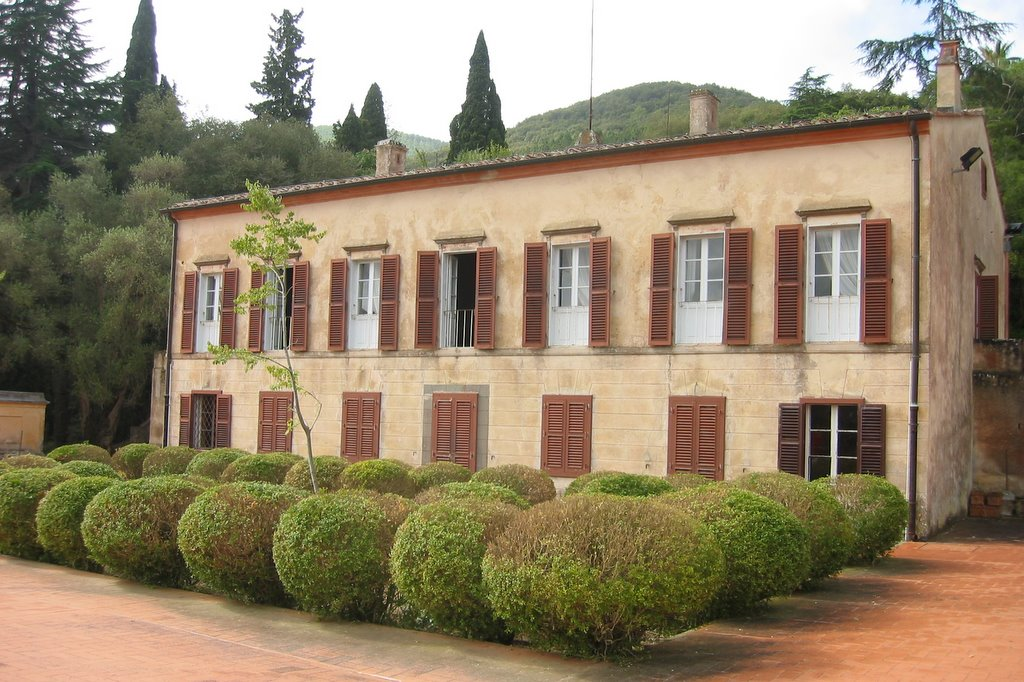
فيلا سان مارتينو
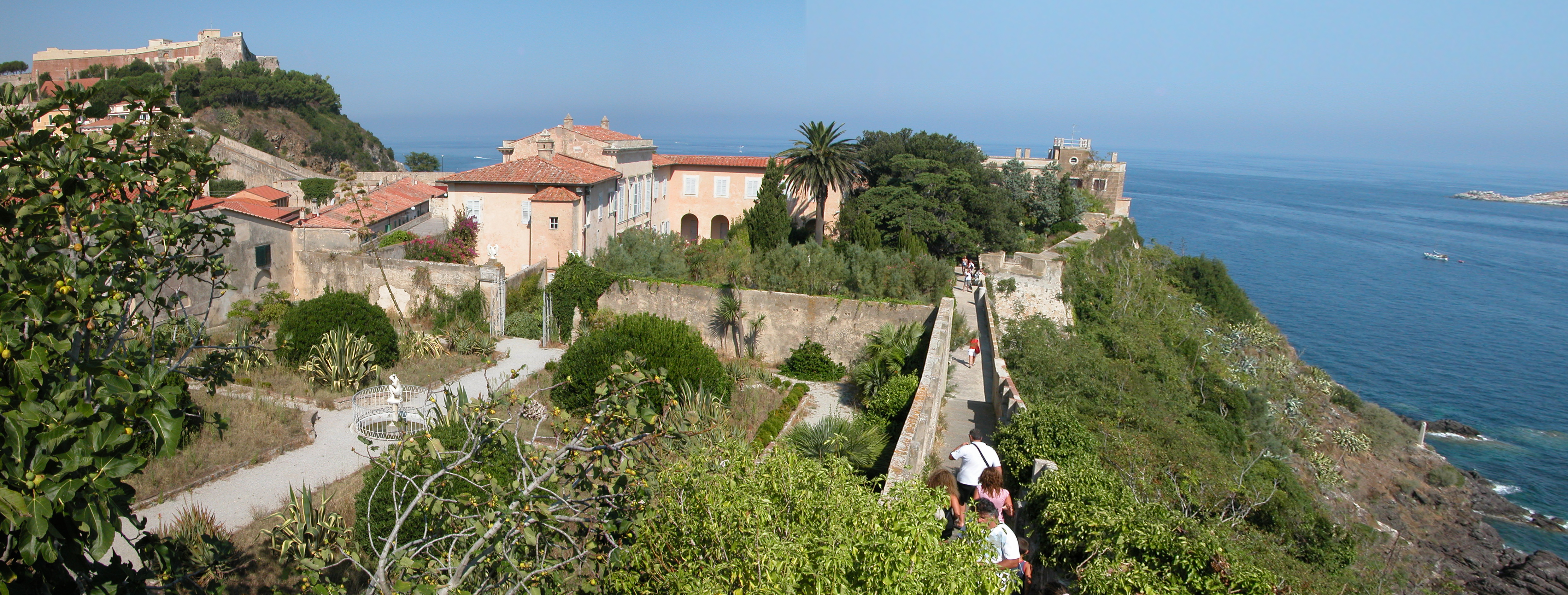
قصر موليني

## جيش

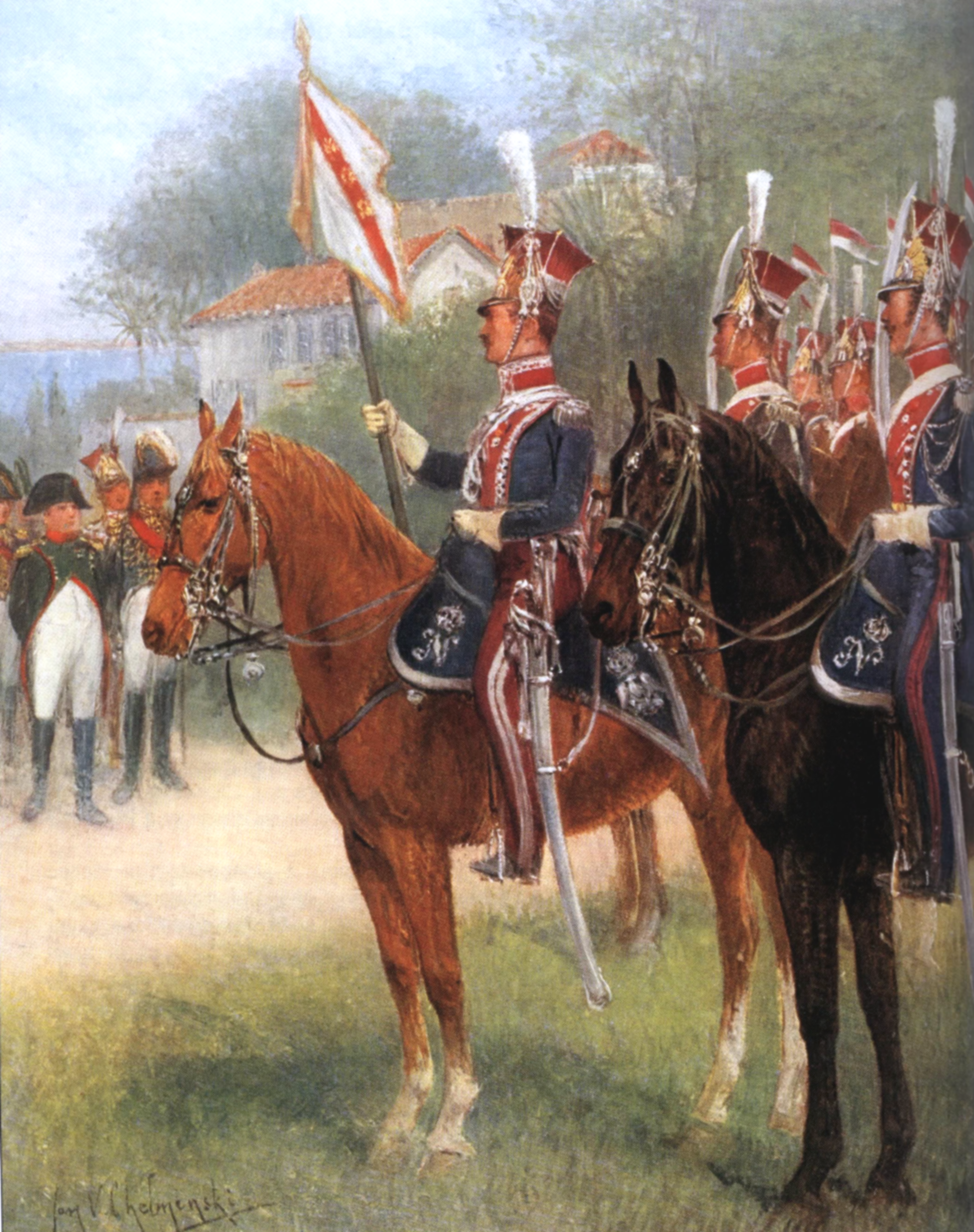
نابليون يتفقد سرب إلبا التابع لفوج الفرسان الخفيف البولندي الأول

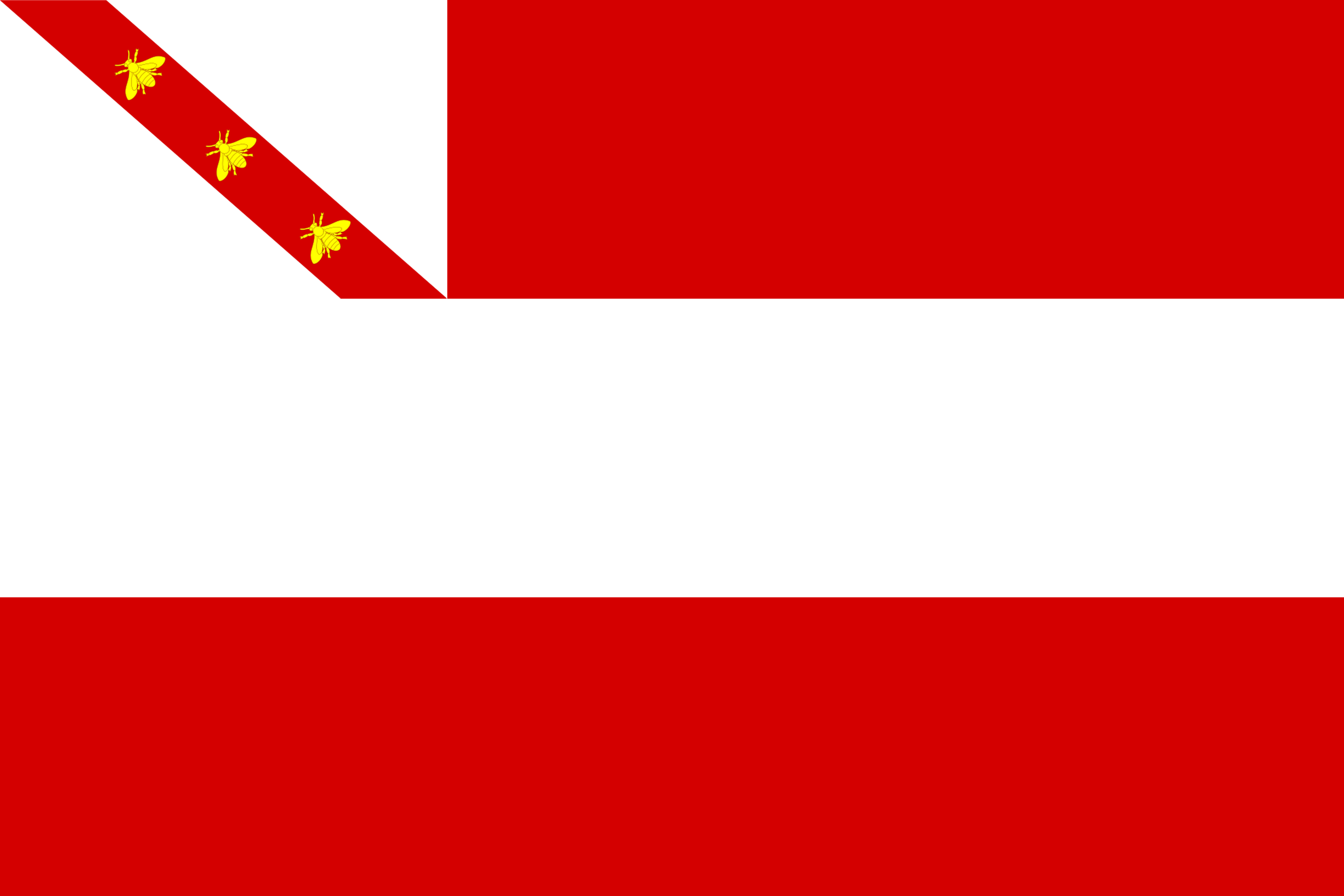
الراية البحرية

وفقًا لما نصت عليه معاهدة فونتينبلو، أحضر نابليون 870 رجلاً إلى الجزيرة معه من فرنسا. تألف الجيش من 566 جنديًا من الحرس الإمبراطوري النخبة (من المشاة والفرسان)، بينما كان الـ 300 الباقون من كتيبة صغيرة من رماة القنابل. كان الجيش تحت إشراف الجنرال أنطوان دروت، وقاده الجنرال بيير كامبرون، وقيادة الأركان. تألف الأسطول من 66 جنديًا وسفينة واحدة: السفينة الشراعية مزدوجة الصاري، والمجهزة بـ 18 مدفعًا، "إنكونستانت". كما رافق السفينة أسيطيل صغير من سفينتين شراعيتين أخريين. كان الأسطول في البداية بقيادة الملازم فرانسوا لويس تاياد؛ مع ذلك، بعد أن كاد أن يفقد إنكونستانت في عاصفة، استُبدل تايلاد بالملازم جان فرانسوا شوتارد، الذي نقل نابليون لاحقًا من إلبا عام 1815. عُيّن باولي فيليدورو قائدًا للدرك، وعمل تحت قيادة جوزيبي بالبياني قائدًا عامًا. بحلول عام 1815، بلغ عدد القوات المسلحة المشتركة في إلبا حوالي ألف رجل، مما كلف أكثر من نصف خزينة الجزيرة لدفع الرواتب والتجهيز والإطعام.

## الحل

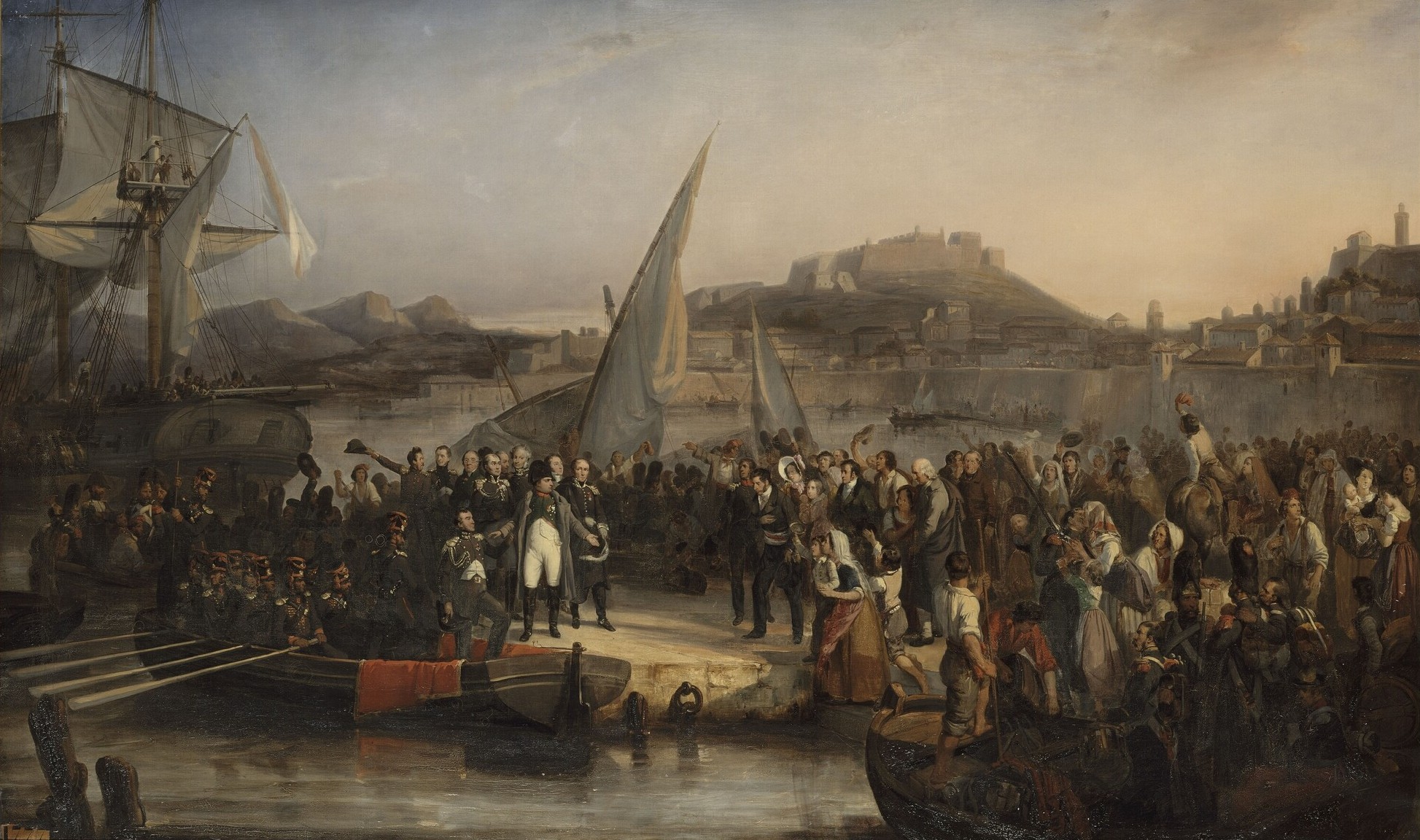
نابليون يغادر إلبا في 26 فبراير 1815

في 26 فبراير 1815، وبعد حكم إلبا لمدة 10 أشهر تقريبًا، هرب نابليون من الجزيرة ووصل إلى جنوب فرنسا لاستعادة السلطة، مما أدى إلى بدء حرب التحالف السابع. بعد هزيمته في معركة واترلو، نقل البريطانيون نابليون إلى جزيرة سانت هيلينا حيث بقي سجينًا حتى وفاته في عام 1821. وفي مؤتمر فيينا، انتقلت سيادة الجزيرة إلى دوقية توسكانا الكبرى.

## ملحوظات
1. ↑  Hicks 2014.
2. ↑  McLynn، Frank (1998). Napoleon: A Biography. Pimlico. ص. 597. ISBN:978-0-7126-6247-5. (أمازون 0712662472).
3. ↑  Latson، Jennifer (26 فبراير 2015). "Why Napoleon Probably Should Have Just Stayed in Exile the First Time". مؤرشف من الأصل في 2016-06-25.
4. ↑  napoleonsites 2020c.
5. ↑  napoleonsites 2020b.
6. ↑  napoleonsites 2020.